# Río Seco (Barranca)
Río Seco es un caserío peruano ubicado en el distrito de Supe, perteneciente a la provincia de Barranca del departamento de Lima, en la costa central del Perú. 

## Ubicación
Río Seco se ubica al suroeste de la provincia de Barranca, en el distrito de Supe, en el departamento de Lima.

## Demografía
En 2017 Río Seco tenía una población de 119 habitantes.
| Gráfica de evolución demográfica de Río Seco entre 1993 y 2017 |
|                                                                |
| Fuentes: Población 1993 y 2017                                 |